# Asmate schawerdae
Asmate schawerdae är en fjärilsart som beskrevs av Otto Staudinger 1920. Asmate schawerdae ingår i släktet Asmate och familjen mätare. Inga underarter finns listade i Catalogue of Life.